# Lemon Laws
US-amerikanische, einzelstaatliche Verbraucherschutz-Gesetze, welche für den Verkäufer eines Kraftfahrzeugs die Pflicht gegenüber dem Käufer begründen, für Mängel des Kraftfahrzeugs einzustehen, tragen die Bezeichnung Lemon Laws, vom umgangssprachlichen Ausdruck lemon für ein Montagsauto (vgl. auch The Market for Lemons).
Die Lemon Laws unterscheiden sich in den verschiedenen Bundesstaaten, und sie regeln nicht zwangsläufig auch den Handel mit Gebraucht- und Leasingfahrzeugen. Die Rechte, die dem Käufer durch die Lemon Laws zugeschrieben werden, können über vertragliche Garantierechte hinausgehen.
Beispiele für Lemon Laws:
- Washington D.C.: DC Lemon Law
- Maryland: MD Lemon Law
- Virginia: VA Lemon Law